# Resistencia SC
Resistencia Sport Club jest paragwajskim klubem piłkarskim z siedzibą w mieście Asunción, w dzielnicy Ricardo Brugada.

## Osiągnięcia
- Mistrz drugiej ligi paragwajskiej (Segunda división paraguaya) (4): 1966, 1975, 1980, 1998

## Historia
Klub założony został 27 grudnia 1917 roku. Obecny stadion klubu Estadio Tomas Beygon Gorea oddany został do użytku w roku 2000. Resitencia gra w trzeciej lidze paragwajskiej Primera de Ascenso.